# Kingborough Municipality
Koordinaten: 42° 59′ S, 147° 19′ O

Die Kingborough Municipality ist ein lokales Verwaltungsgebiet (LGA) im australischen Bundesstaat Tasmanien. Das Gebiet ist 717 km² groß und hat etwa 36.000 Einwohner (2016).
Kingborough liegt im Südosten der Insel und gehört im Norden zum Teil zum Gebiet der Hauptstadt Hobart. Das Gebiet umfasst 35 Ortsteile und Ortschaften: Adventure Bay, Aliens Rivulet, Alonnah, Baretta, Barnes Bay, Blackmans Bay, Browns River, North Bruny, South Bruny, Coningham, Dennes Point, Electrona, Flowerpot, Gordon, Great Bay, Howden, Kaoota, Kettering, Killora, Kingston, Kingston Beach, Leslie Vale, Longley, Lunawanna, Margate, Middleton, Neika, Oyster Cove, Sandfly, Sharps Corner, Simpsons Bay, Snug, Lower Snug, Tinderbox und Woodbridge. Der Sitz des Councils befindet sich in der Ortschaft Kingston im Norden der LGA, wo etwa 10.000 Einwohner leben (2016).

## Verwaltung
Der Kingborough Council hat zwölf Mitglieder. Der Mayor (Bürgermeister), sein Deputy (Stellvertreter) und zehn Councillor werden direkt von den Bewohnern der LGA gewählt. Kingborough ist nicht in Bezirke untergliedert. 